# Steinbachstraße 6 (Martinlamitz)

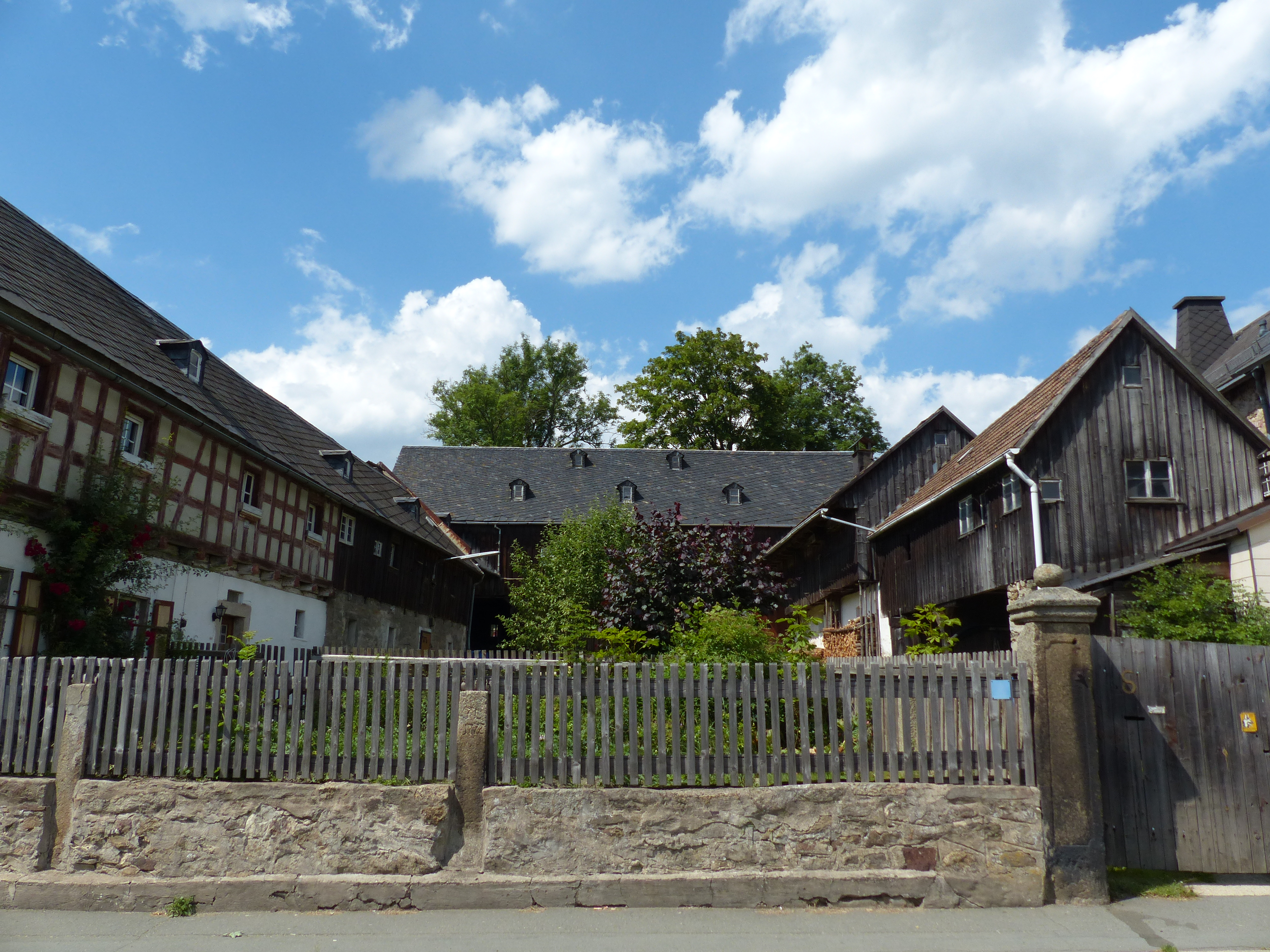
Dreiseithof Steinbachstraße 6 in Martinlamitz

Das Gebäude Steinbachstraße 6 in Martinlamitz, einem Ortsteil der Gemeinde Schwarzenbach an der Saale im Landkreis Hof in Bayern, wurde um 1777 errichtet. Das ehemalige Bauernhaus im Ortskern ist ein geschütztes Baudenkmal.

## Beschreibung
Das Wohnstallhaus mit Frackdach und vorkragendem Fachwerkobergeschoss wurde als Dreiseithof mit Nebengebäuden erbaut. Ein Zwerchhaus wurde später auf den Backofenerker angebaut. Das massive Erdgeschoss mit hohen Räumen besitzt zum Teil noch das ursprüngliche Kreuzgratgewölbe. Teile der historischen Ausstattung wie eine bemalte Stubentür sind noch erhalten.